# Thea Eichholz
Thea Eichholz, de son vrai nom Dorothea Eichholz, née en 1966, est une chanteuse et parolière allemande.

## Biographie
Fille d'un conseiller fiscal, Thea Eichholz découvre la musique via son premier mari, Bernd-Martin Müller, et commence par suivre des cours de piano et de flûte Elle participe à la tournée musicale Jona, où elle est recrutée en tant que choriste. En 1999, elle crée le groupe de cabaret Die Mütter avec Margarete Kosse et Carola Rink.
Bernd-Martin Müller meurt d'un cancer en 2003. Son 1er album, Breite deine Flügel aus, sort en janvier 2005 sur un label indépendant. En juillet 2012, elle reçoit un Impala Award pour son album Breite deine Flügel, vendu à plus de 20 000 exemplaires. Le 7 septembre de la même année, elle sort son deuxième album, baptisé Anders als vorher.

## Vie privée
Thea Eichholz s'est mariée avec Bernd-Martin Müller, avec qui elle a eu deux enfants.

## Discographie
- 2005 : Breite deine Flügel aus
- 2012 : Anders als vorher